# Emmerik Ingerslev
Ove Emmerik Gustav Høegh-Guldberg Ingerslev, född 26 februari 1844 i Viborg, död 26 april 1916 i Köpenhamn, var en dansk läkare. Han var son till Christian Frederik Ingerslev.
Ingerslev tog läkarexamen 1869, var kandidat vid Frederiks Hospital 1871–1872 och vid barnbördshuset i Köpenhamn (Fødselsstiftelsen) 1873, blev klinisk assistent där 1874, därefter förste underläkare vid Frederiks Hospital 1875 och förlossningsunderläkare vid barnbördshuset 1875–1878. Han utnämndes till kommunläkare i Köpenhamn 1878, blev samma år medredaktör för "Hospitalstidende" (till 1892) och tog doktorsgraden 1879 på avhandlingen Eklampsiens Ætiologi, Prognose og Behandling, var lärare vid barnmorskeskolan 1895–1903, medlem av Sundhedskollegiet 1897–1905 och av rättsläkarrådet 1909.
Tillsammans med Asger Stadfeldt utgav han 1899 Lærebog i Fødselens og Barselsengens Patologi, ett lysande verk. Han kom tidigt in på historiska studier och utgav Fødselstangen (1887), senare Fragmenter af Fødselshjælpens Historie (två band, 1906–1907), ett i dansk medicinhistoria monumentalt verk. Detta följdes 1913 av Matthias Saxtorph og hans Samtid och 1915 av Den kongelige Fødsels- og Plejestiftelse 1800–1849. I dessa verk gav han en fullständig skildring av dansk obstetriks historia, i belysning av utvecklingen i andra länder. Han var en outtröttlig barnmorskelärare och skrev även en mängd artiklar i barnmorskornas tidskrift.

## Utmärkelser
- Riddare av Dannebrogorden,  1902[2]

[Redigera Wikidata]